# PRO (théorie des catégories)
Pour les articles homonymes, voir PRO.
En théorie de Lawvere (en), une PRO (pour « product category ») désigne une catégorie monoïdale dont les objets sont tous de la forme {\displaystyle x\otimes \cdots \otimes x}, pour un nombre fini de copies de x.

## Définition
Une PRO est une catégorie monoïdale stricte T dans laquelle l'unique foncteur monoïdal (en) strict {\displaystyle (\mathbb {N} ,+,0)\to (T,\otimes ,I)} est un isomorphisme sur les objets.
Si la catégorie est symétrique, on parle de PROP (« products and permutations »). Si la catégorie est tressée, on parle de PROB (« products and braiding »).

## T-algèbres
Si C est une catégorie monoïdale, une T-algèbre dans C est la donnée d'un foncteur monoïdal strict {\displaystyle F:C\to T}. Avec les transformations naturelles, on a une catégorie des T-algèbres dans C.

## Exemples
- La catégorie discrète des entiers naturels ℕ ;
- La catégorie simpliciale Δ. De plus les Δ-algèbres sont des monoïdes